# نادي برشلونة في كرة القدم الدولية
نادي برشلونة هو نادي كرة قدم محترف إسباني مقره في مدينة برشلونة. شارك النادي لأول مرة في مسابقة أوروبية في عام 1910، ومنذ عام 1955 أصبح يشارك كل موسم في مسابقة أوروبية واحدة أو أكثر. أول بطولة دولية شارك فيها الفريق كانت كأس بيرينيه، حيث استمرت المنافسة من عام 1910 إلى عام 1914 وفاز برشلونة بأربعة من أصل خمسة منها. من عام 1914 إلى بداية كأس لاتينا عام 1949، لم يشارك برشلونة في أي مسابقات دولية منذ ذلك الحين. منذ موسم 1955–56 وباستثناء موسم 1956–57 يعد برشلونة الفريق الوحيد الذي لعب في المسابقات الأوروبية كل عام حتى الآن.
فاز برشلونة بكأس الكؤوس الأوروبية أربع مرات، وكأس المعارض الأوروبية. كما شارك الفريق في كأس لاتينا مرتين كبطل لإسبانيا، وهو رقم قياسي مشترك مع ريال مدريد وميلان. على الرغم من أن الفريق لم يتمكن من الفوز بكأس أوروبا للأندية (دوري أبطال أوروبا بالمسمى الحالي) خلال العقود الأولى من المسابقة، لكنه توج لاحقاً باللقب خمس مرات منذ ذلك الحين، بعد الفوز باللقب الأول في عام 1992.
يحتل برشلونة المرتبة الثانية في ترتيب أندية أوروبا الأكثر نجاحًا من حيث عدد الألقاب الدولية الرسمية التي فازت بها، مع فوز بكأس السوبر الأوروبي 2015 ضد إشبيلية والفوز وكأس العالم للأندية 2015 في يوكوهاما ضد ريفر بليت، رفع الفريق الكتالوني رصيده إلى 22 لقبًا دوليًا.